# Verlag der Technischen Universität Graz
Der Verlag der Technischen Universität Graz (auch: Verlag der TU Graz) entstand in den frühen 1990er Jahren und ist Teil der Universitätsbibliothek der Technischen Universität Graz. 

## Ziele und Aufgaben
Ziel des Verlags ist es, Angehörige der Technischen Universität Graz bei ihrer Publikationstätigkeit zu unterstützen und deren wissenschaftlichen Leistungen national wie international zu verbreiten.

## Geschichte und Entwicklung
Nach seiner Gründung am Beginn der 1990er Jahre veröffentlichte der Verlag zunächst jährlich etwa 10 bis 15 Neuerscheinungen, insbesondere Dissertationen und Tagungsbände. Bis ins Jahr 2019 steigerte er seine Publikationszahlen auf rund 60 neue Titel pro Jahr. Der Verlag veröffentlicht inzwischen eine große Bandbreite an Publikationstypen, darunter Monografien, Forschungsberichte, Tagungsbände, Lehrbücher, Festschriften und Sammelbände.
Inhaltlich bietet das Verlagsprogramm Publikationen im technisch-naturwissenschaftlichen Bereich und entspricht damit dem Fächerkanon der TU Graz.

## Weitere Informationen
Der Verlag der TU Graz stellt sein Angebot alljährlich auf der Frankfurter Buchmesse vor.
Als Mitglied der Arbeitsgemeinschaft Universitätsverlage tritt der Verlag der Technischen Universität Graz zudem als Förderer des Open-Access-Prinzips auf und bietet einen Teil seiner Veröffentlichungen in frei zugänglicher, digitaler Form an.